# Obi (publikacje)
Obi (jap. 帯 pas, pasek, szarfa) – wąski pasek papieru zakładany na obwolutę lub okładkę książki, płyty CD, LP, DVD, Laserdisc, powszechnie stosowany w Japonii. 

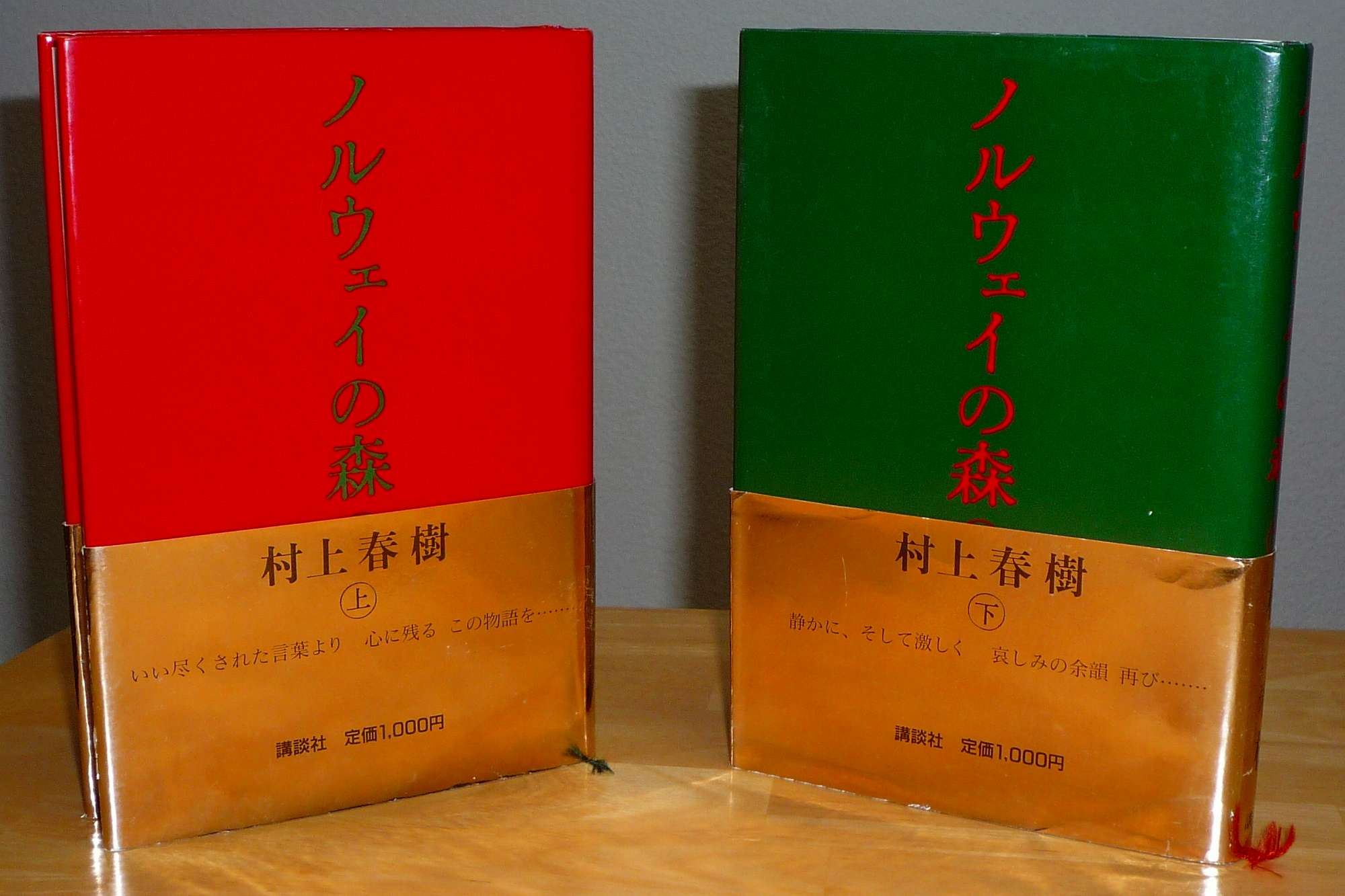
Obi w kolorze złotym na książkach Harukiego Murakamiego

W podstawowym znaczeniu obi to pas do wiązania kimona, yukaty i ubrań używanych w sportach walki. W przypadku wydawnictw książkowych i płytowych służy on do hasłowego zareklamowania utworu, podania ceny i nazwy wydawnictwa. 
Podobnie używa się słowa tasuki (jap. 襷), które w pierwotnym znaczeniu jest szarfą służącą do przytrzymania/podwiązania długich rękawów kimona lub yukaty, aby nie przeszkadzały w wykonywanej czynności. 
Trzecie określenie paska na książce, obigami (jap. 帯紙), jest precyzyjne i oznacza „papierowy pasek”.